# Plagiogeneion fiolenti
Plagiogeneion fiolenti is een straalvinnige vissensoort uit de familie van emmelichtiden (Emmelichthyidae). De wetenschappelijke naam van de soort is voor het eerst geldig gepubliceerd in 1991 door Parin.